# Jessie Greengrass
Jessie Greengrass (geboren 1982) ist eine britische Schriftstellerin.

## Leben und Werk
Jessie Greengrass studierte Philosophie in Cambridge und London. Sie lebt in Berwick-upon-Tweed. 2015 veröffentlichte sie unter dem Titel An Account of the Decline of the Great Auk, According to One Who Saw It einen Band mit Erzählungen. Sie erhielt dafür den Somerset Maugham Award und den Edge Hill Short Story Prize. Greengrass veröffentlichte 2018 ihren ersten Roman unter dem Titel Sight, der unter anderem auf der Shortlist des Women’s Prize for Fiction und des James Tait Black Memorial Prize genannt wurde.
In ihrem Debütroman verbindet Greengrass Literatur und Essay, biographische Momente der Protagonisten wechseln mit essayistischen Passagen über Sigmund Freud, Wilhelm Conrad Röntgen und John Hunter. Aus einer feministischen Perspektive, die in medizinische und psychoanalytische Theorien eingefügt wird, sucht die Erzählerin nach Antworten für den richtigen Umgang mit anderen und problematisiert ihre Entfremdungserfahrung mit ihrem ungeborenen Kind.

## Werke
- An account of the decline of the Great Auk, according to one who saw it. London: John Murray, 2017
- Sight: a novel. London : Hogarth, 2018
  - Was wir voneinander wissen. Roman. Übersetzung Andrea O’Brien. Köln: Kiepenheuer & Witsch, 2020